# Ouderdom van de Aarde

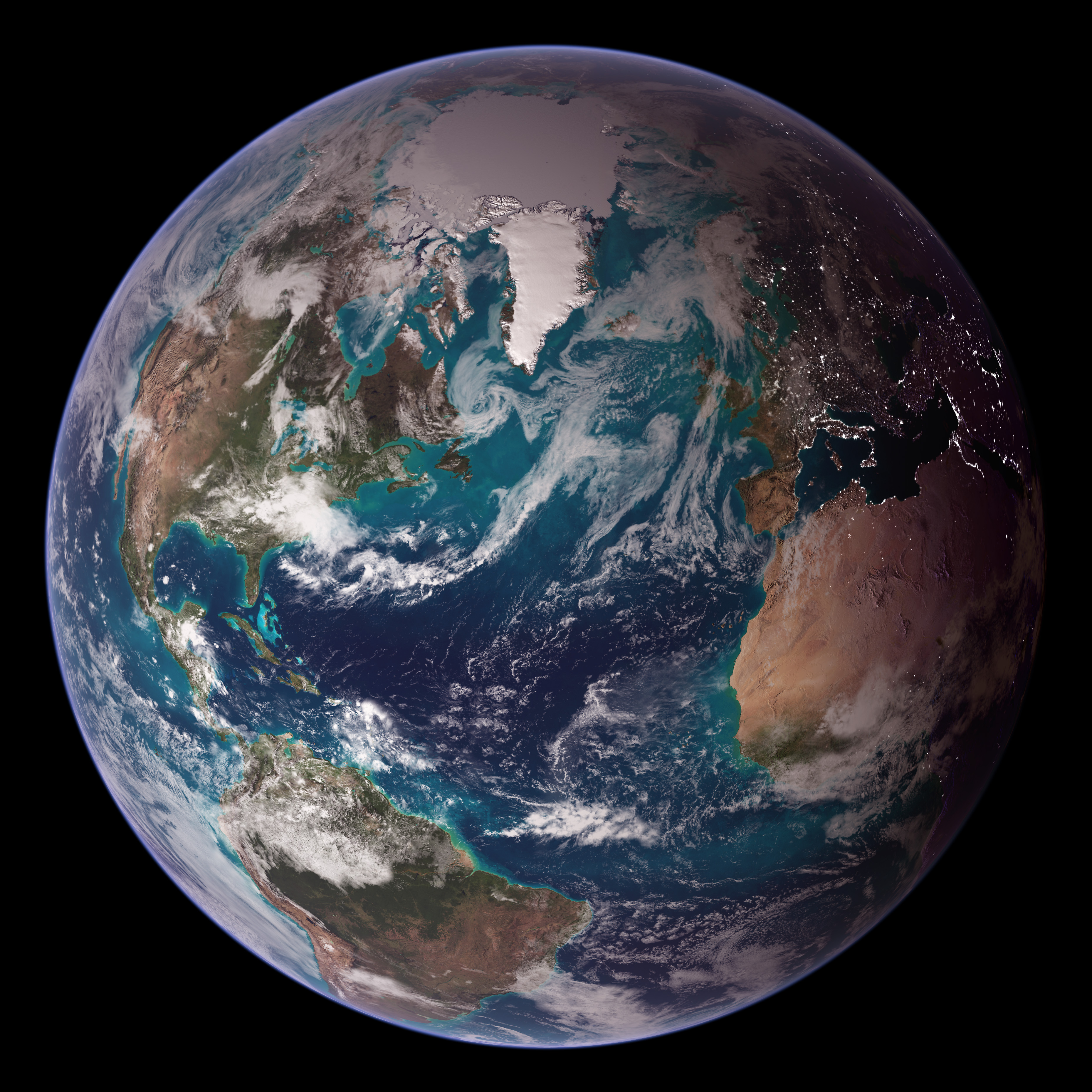
Uitzicht op het westelijk halfrond van de Aarde, samengesteld uit verschillende satellietbeelden door NASA.

De ouderdom van de Aarde bedraagt volgens de wetenschappelijke consensus 4,5 tot 4,6 miljard jaar (1 miljard jaar = 109 jaar of 1 Ga). Deze waarde is gesteund op het onderzoek van de isotopische samenstelling van loodertsen uit het Archaïcum, en op dateringen met verschillende radiometrische methodes van meteorieten, waarvan men aanneemt dat hun ouderdom overeenkomt met die van het zonnestelsel. Bijkomende informatie wordt geleverd door de maanstenen waarvan de oudste gedateerd werd op 4,51 Ga met de rubidium-strontiummethode. Verder hebben dateringen met de uranium-loodmethode van een aantal kleine zirkoonkristallen in conglomeraatgesteente uit de Jack Hills in West-Australië, een ouderdom opgeleverd boven de 4 Ga, met een maximum van 4,40 Ga. Deze laatste resultaten hebben betrekking op de eerste processen die verantwoordelijk waren voor de vorming van de aardkorst en kunnen beschouwd worden als een minimumwaarde voor de Aarde als planeet.
De Aarde ontstond volgens de meest aanvaarde theorie door accretie van de zonnenevel. Het exacte moment waarop deze accretie plaatsvond is moeilijk te bepalen, omdat in de verschillende modellen voor accretie de lengte van het proces verschilt: van enkele miljoenen jaren tot 100 miljoen jaar. De exacte ouderdom van de Aarde is daardoor op dit moment niet nauwkeurig te bepalen.
In de eeuwen vóór de wetenschappelijke revolutie werd in Europa de ouderdom van de Aarde vooral bepaald aan de hand van gegevens in de Bijbel. Ook tegenwoordig accepteren een aantal, vooral conservatieve, religieuze groepen alleen schattingen van de ouderdom van de Aarde die gebaseerd zijn op theologische gronden.

## De eerste wetenschappelijke schattingen

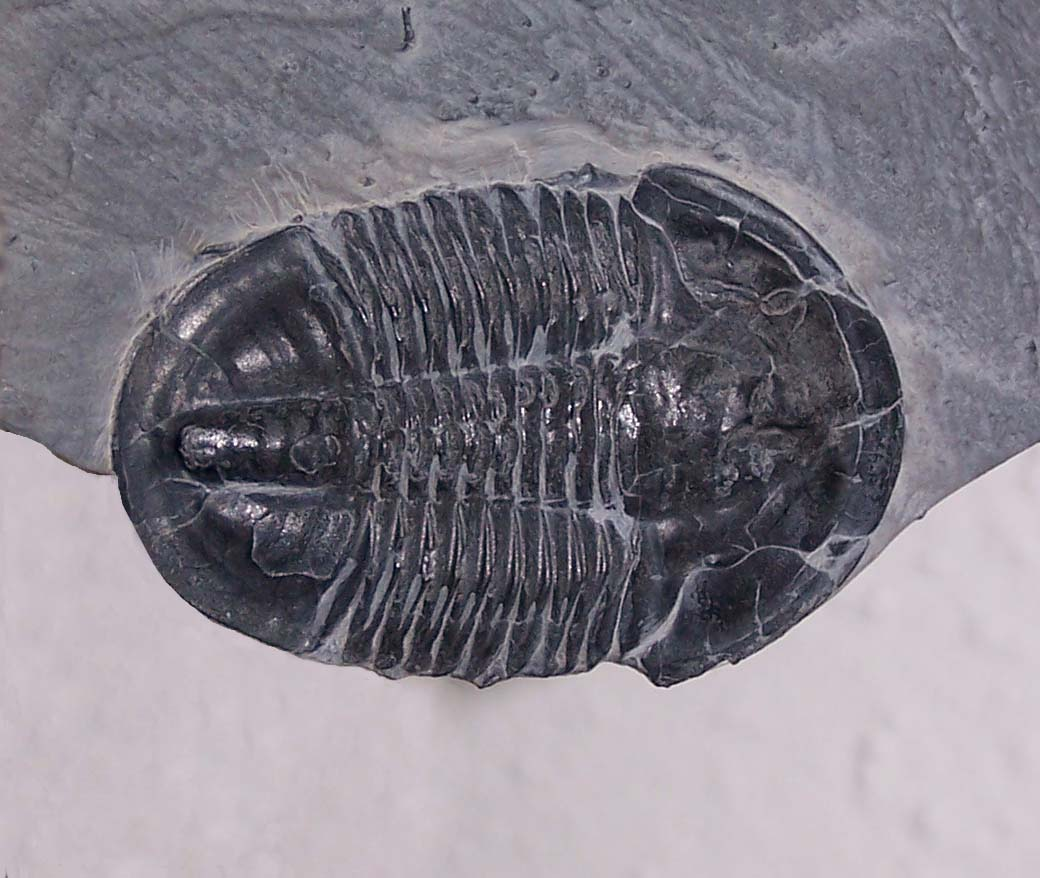
Een fossiel van een trilobiet, een uitgestorven diersoort. In de 18e eeuw begonnen geleerden fossielen, vaak versteende overblijfselen van uitgestorven organismen, te bestuderen. Al snel bleek dat er in gesteentelagen een bepaalde volgorde van fossielen voorkomt, waarmee een evolutionaire geschiedenis van het leven op de Aarde kon worden opgesteld.

Aan het begin van de 18e eeuw probeerden een aantal natuurwetenschappers de ouderdom van de Aarde op wetenschappelijke manier te benaderen. Michail Lomonosov, die gezien wordt als de grondlegger van de wetenschap in Rusland, was een van de eersten die dit probeerden. Hij suggereerde dat de Aarde apart van het (oudere) heelal gecreëerd was, een aantal honderdduizend jaar geleden.
Lomonosovs ideeën waren voornamelijk speculatief, maar in 1779 probeerde de Franse geleerde Georges-Louis Leclerc de ouderdom van de Aarde met een experiment te berekenen. Hij maakte een kleine globe van materiaal waar de Aarde uit bestaat en mat hiervan de afkoelsnelheid. Daaruit schatte hij de ouderdom van de Aarde op 75.000 jaar.
Weinig natuuronderzoekers gaven aandacht aan dit werk. De meesten lieten de vraag van de ouderdom van de Aarde over aan theologen, of namen simpelweg aan dat de Aarde altijd al had bestaan en altijd zou blijven bestaan. Halverwege de 18e eeuw begonnen natuuronderzoekers de volgorde van en fossielen in gesteentelagen te bestuderen. Ze kwamen onomstotelijk tot de conclusie dat de Aarde tijdens haar bestaan – hoe lang dat dan ook mocht duren – aan verandering onderhevig is geweest.
Deze gesteentelagen bevatten vaak gefossiliseerde overblijfselen van onbekende dieren of planten en er leek van laag tot laag een duidelijke volgorde in het voorkomen van soorten te zitten. Rond 1795 stelde de Britse geoloog William Smith dat als twee gesteentelagen op verschillende plekken dezelfde fossielen bevatten, ze waarschijnlijk dezelfde ouderdom hebben. Dit principe, dat tegenwoordig biostratigrafie genoemd wordt, geldt nog steeds en is een van de belangrijkste ouderdomsdateringen en methodes om de ouderdom van gesteentes op verschillende plekken op de Aarde in overeenstemming te brengen.
Dit idee werd door anderen gebruikt om een geschiedenis van de Aarde op te stellen, hoewel niet duidelijk was wat de tijdsschaal was. Ook was het niet bekend hoe lang het duurde om een gesteentelaag te vormen. John Phillips, neef en student van Smith, schatte later de ouderdom van de Aarde op 500 miljoen jaar.
De geoloog Charles Lyell stelde rond 1830 dat het aardoppervlak in voortdurende verandering is, waarbij gebergten gevormd worden en erosie die weer afbreekt. Volgens Lyell was de snelheid van deze veranderingen ongeveer constant in de tijd. Dit was niet in overeenstemming met de traditionele ideeën van die periode, waarin de geschiedenis van de Aarde als in beginsel statisch werd gezien en veranderingen alleen verklaard konden worden door enorme natuurrampen (het zogenaamde catastrofisme). Lyells nieuwe ideeën waren het begin van het uniformitarianisme, dat onder geleerden al snel veel aanhangers kreeg. Het uniformitarianisme stelt dat veranderingen die heden ten dage zichtbaar zijn uniform zijn door de geologische geschiedenis heen. Lyell prefereerde een model waarin de Aarde eeuwig was.

## De eerste berekeningen: natuurkundigen tegenover biologen en geologen

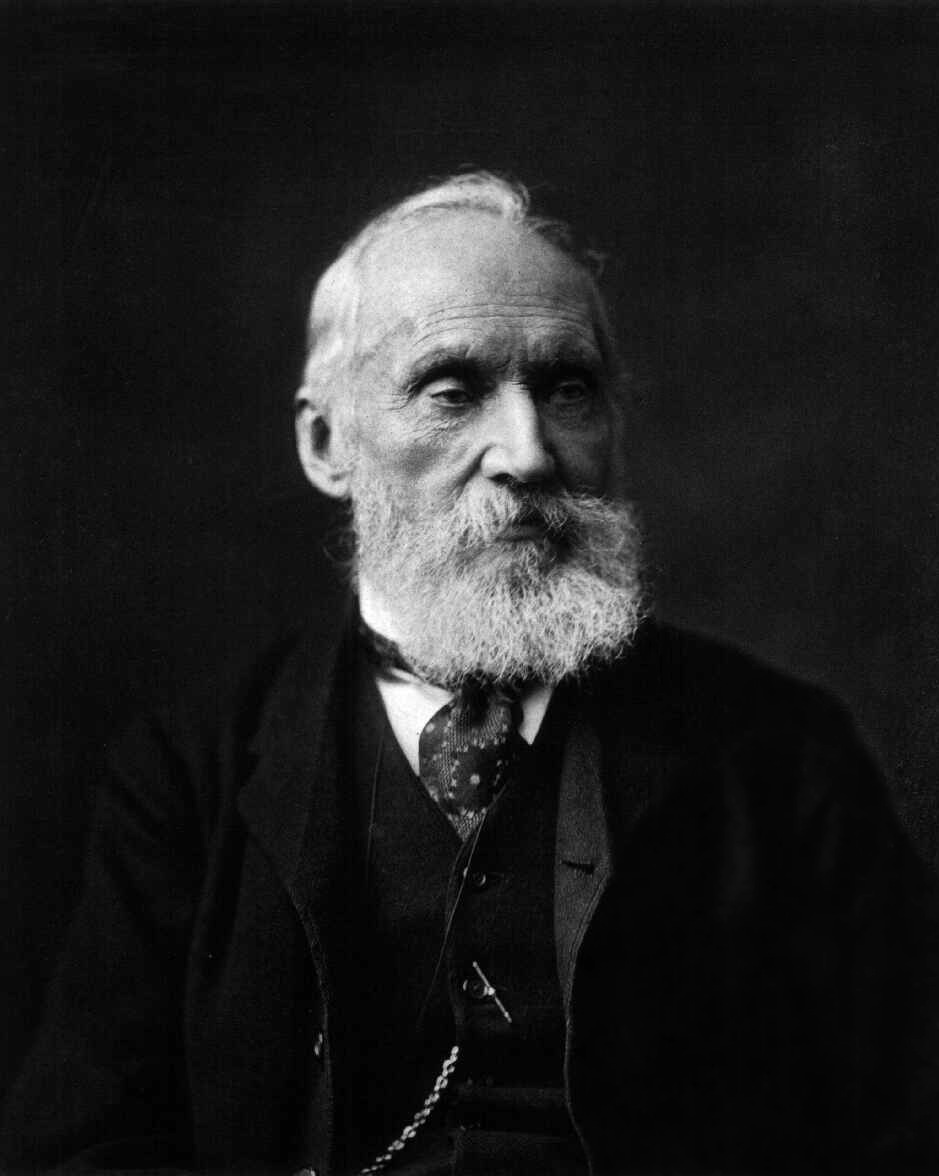
William Thomson, baron Kelvin, berekende in 1862 dat de Aarde 100 miljoen jaar oud moest zijn.

In 1862 publiceerde de Schotse natuurkundige William Thomson (beter bekend als Lord Kelvin) berekeningen waarin de ouderdom van de Aarde uitkwam tussen 20 miljoen en 400 miljoen jaar. Hij nam aan dat de Aarde was gecreëerd als een compleet gesmolten bal steen, en berekende hoe lang het duurde voor de bal afgekoeld was tot de huidige temperatuur.
Geologen hadden problemen deze (voor hen korte) ouderdom van de Aarde te accepteren. Biologen konden wel accepteren dat de Aarde niet oneindig bestaan had, maar zelfs 100 miljoen jaar leek te kort. Charles Darwin, die Lyells werk had bestudeerd, stelde de evolutietheorie op waarin de evolutie van organismen door natuurlijke selectie plaatsvindt. Natuurlijke selectie, dat een combinatie van genetische variatie en cumulatieve selectie inhoudt, kon alleen op waarheid berusten als de Aarde al zeer lang bestaan had. Zelfs 400 miljoen jaar leek daarvoor nog te kort.
In 1869 viel Thomas Huxley, een grote aanhanger van Darwin, Thomsons berekeningen aan. Hij beweerde dat ze, hoewel correct uitgevoerd, op foute aannames berustten. (Huxley zou achteraf gelijk blijken te hebben, Thomsons berekende ouderdom was nog steeds te klein. Thomson probeerde het probleem via natuurkundige weg aan te pakken, de biologen en geologen via een andere weg: uiteindelijk zaten de laatsten dichter bij de waarheid.)
Huxley slaagde erin een lang en productief debat op te roepen. De Duitse natuurkundige Hermann von Helmholtz en de Canadese astronoom Simon Newcomb berekenden onafhankelijk van elkaar de hoeveelheid tijd die nodig is voor de Zon om vanuit een gasnevel tot zijn huidige diameter te accretiseren. Ze kwamen uit op 100 miljoen jaar, waarmee ze een grens aan de ouderdom van de Aarde gaven die overeenkwam met Thomsons berekeningen. In hun berekeningen namen ze echter aan dat de Zon alleen warmte uitstraalt door gravitationele contractie (samentrekking onder invloed van de zwaartekracht). Ze kenden geen andere manier waarop energie geproduceerd kon worden.
Andere wetenschappers waren het ook met Thomsons berekeningen eens. De zoon van Charles Darwin, de astronoom George Darwin, stelde voor dat de Aarde en de Maan van elkaar los gebroken waren in de tijd dat beide gesmolten waren. Hij berekende vervolgens de hoeveelheid tijd nodig voor de wrijving van de getijden om de Aarde een 24-urige dag te geven, en concludeerde dat Thomson gelijk moest hebben.
In 1899 berekende de Ier John Joly de snelheid waarmee zout door erosie in de oceanen terecht kan komen en kwam tot de conclusie dat de Aarde ongeveer 90 miljoen jaar oud moest zijn.

## Radiometrische datering
Voor meer uitleg, zie: Radiometrische datering

### Principe
Mineralen in gesteenten bevatten van nature bepaalde chemische elementen, terwijl andere elementen juist uitgesloten worden. Door radioactief verval van radio-isotopen in een gesteente kunnen door de tijd heen aan mineralen elementen worden toegevoegd die er van nature niet in thuis horen. Door de concentraties van deze elementen te meten kan, als de halveringstijd en de initiële concentratie van de radio-isotoop bekend zijn, de ouderdom van het gesteente berekend worden.
Als een gesteente gesmolten raakt, zoals door vulkanisme of door smelten in de aardmantel, zullen radioactieve elementen ontsnappen uit de smelt en opnieuw verdeeld worden over gesteente.
De ouderdom van de oudst bekende gesteenten op de Aarde geeft een minimale ouderdom voor de Aarde zelf.

### Ontdekking van radioactiviteit

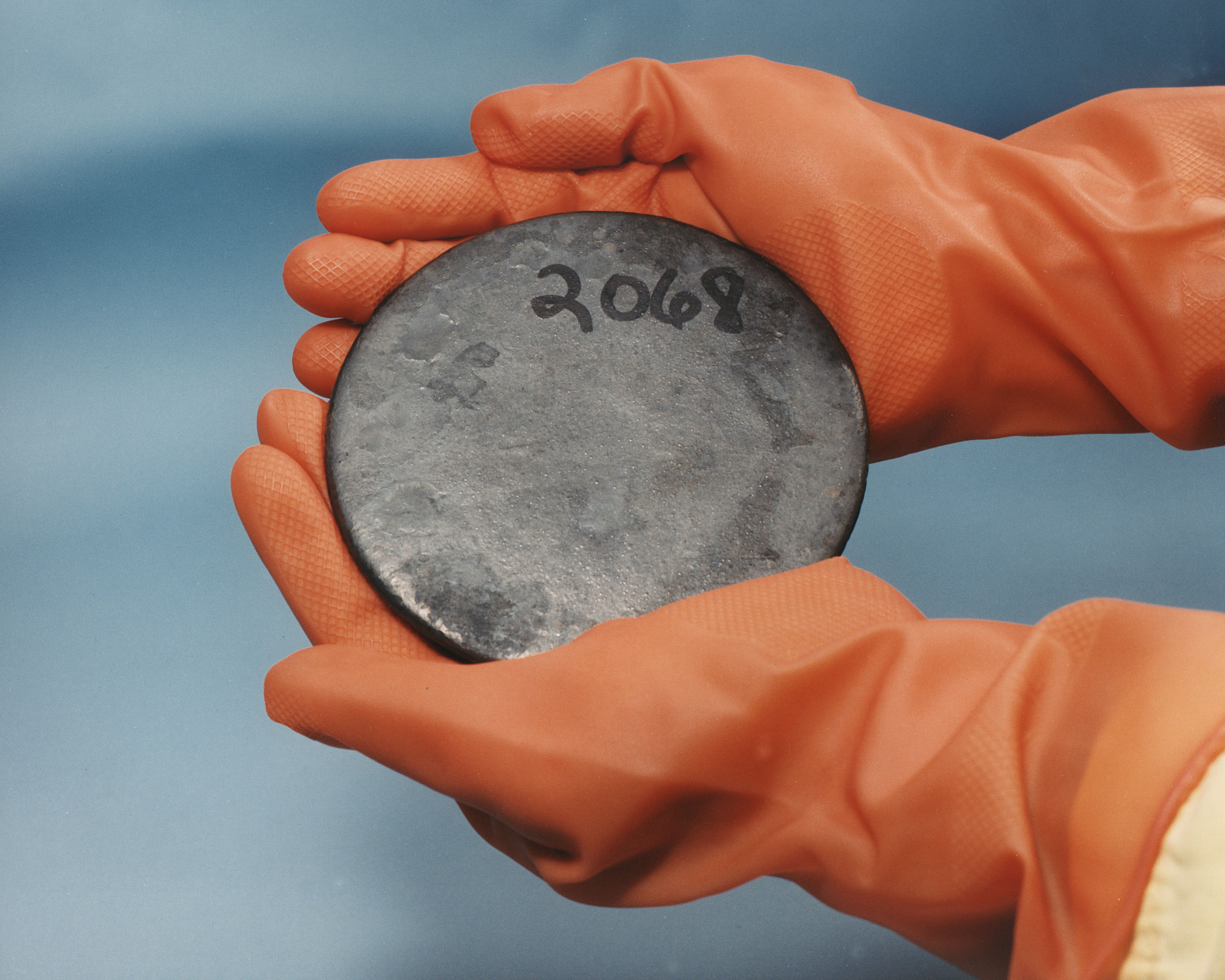
Een stuk hoog verrijkt uranium. Door onder andere de ontdekking van de vervalreeks van uranium (^{238}U) naar lood (^{206}Pb), kon de techniek van radiometrische dateringen ontwikkeld worden.

Begin 20e eeuw was William Thomson tot Lord Kelvin benoemd als waardering voor zijn wetenschappelijke werk. Ook met zijn berekening van de ouderdom van de Aarde had men alle reden aan te nemen dat Thomson het bij het juiste eind had, want deze werd door andere berekeningen bevestigd. Geologen en biologen konden alleen aanvoeren dat wellicht nog andere factoren in het spel waren.
De doorbraak kwam in 1896, toen de Franse scheikundige Henri Becquerel het bestaan van radioactiviteit ontdekte. In 1898 ontdekten twee Frans-Poolse wetenschappers, Marie en Pierre Curie, de radioactieve elementen polonium en radium. In 1903 maakten Pierre Curie en zijn collega Albert Laborde bekend dat radium door radioactief verval genoeg warmte produceert om zijn eigen gewicht in ijs te smelten in minder dan een uur.
Deze ontdekkingen zetten de berekeningen van de ouderdom van de Aarde op losse schroeven. In die berekeningen wordt ervan uitgegaan dat de Zon en de Aarde vanaf hun ontstaan alleen hitte verloren hebben door afkoeling, maar radioactiviteit zorgt ook voor de productie van warmte. In hetzelfde jaar, 1903, waren George Darwin en John Joly de eersten die dit onderkenden.
De vraag was nu of de Aarde genoeg radioactief materiaal bevat om zijn snelheid van afkoelen te beïnvloeden. In 1901 hadden twee Duitse onderwijzers, Julius Elster en Hans Geitel, ontdekt dat de lucht en de bodem radioactiviteit bevatten. Anderen vonden radioactiviteit in regenwater, sneeuw en grondwater. De Engelsman Robert Strutt vond sporen van radium in veel gesteenten en concludeerde dat de Aarde meer dan genoeg radioactief materiaal bevat om zichzelf gedurende zeer lange tijd warm te houden.
Strutts werk sloeg in als een bom. Lord Kelvin bleef echter de oudere berekeningen verdedigen tot zijn dood in 1907, hoewel hij in privé-gesprekken schijnt te hebben toegegeven dat zijn berekeningen waarschijnlijk incorrect waren.

### Uitvinding van radiometrische datering
De ontdekking van de radioactiviteit, die de oude berekeningen overhoop had gehaald, kwam uiteindelijk met een bonus in de vorm van een nieuwe methode om ouderdom te berekenen: de radiometrische datering.

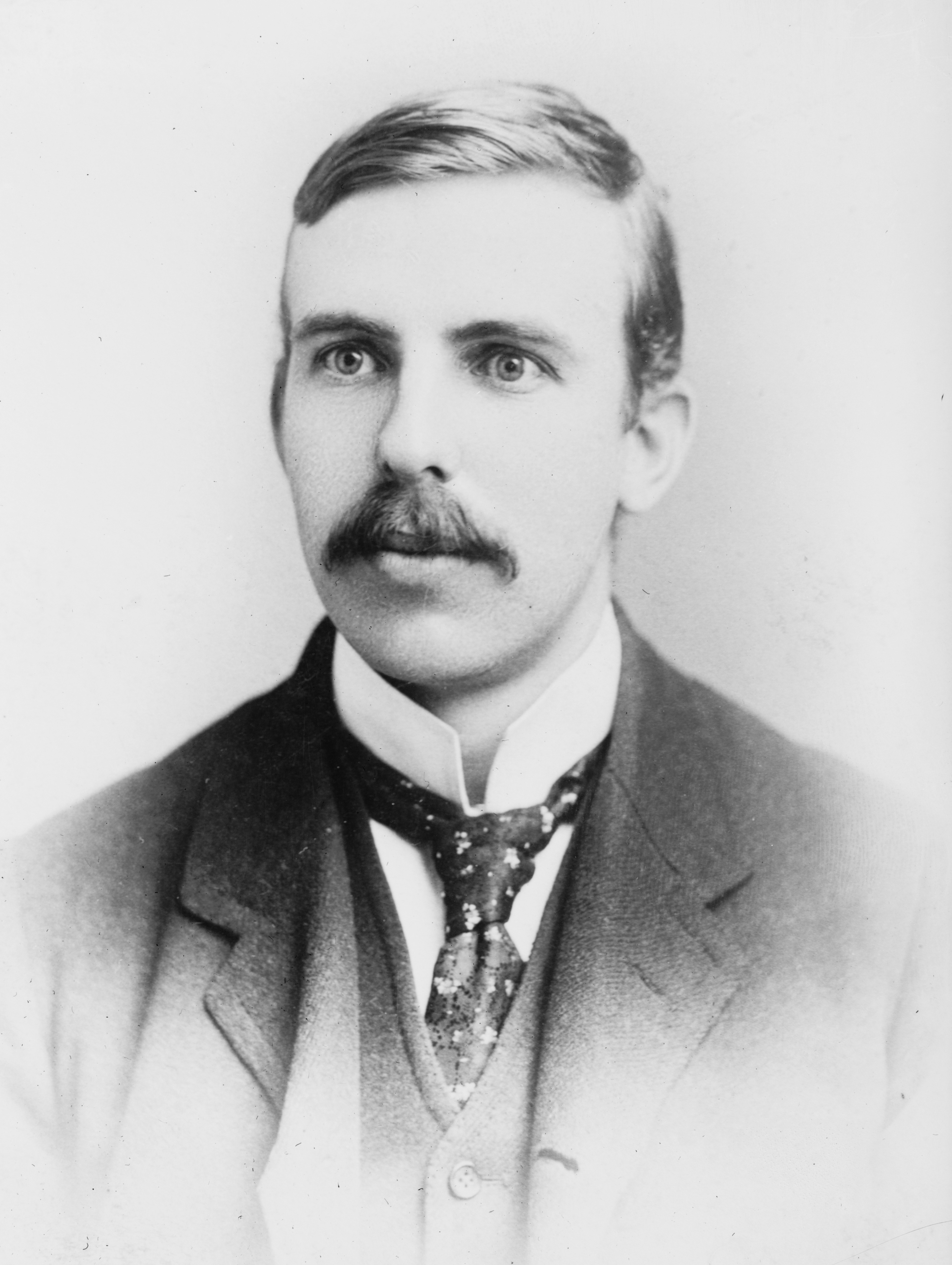
Ernest Rutherford, pionier in de kernfysica, deed belangrijke ontdekkingen die de ontwikkeling van radiometrische datering mogelijk maakten.

Ernest Rutherford en Frederick Soddy hadden ondertussen het onderzoek naar radioactiviteit voortgezet en ontdekt dat radioactiviteit het gevolg was van kernreacties, waarbij mutaties in atoomkernen leiden tot het ontstaan van andere elementen. Een atoom breekt in zo'n reactie uit elkaar in een lichter element, waarbij ioniserende straling (alfa-, bèta-, of gammastraling) vrijkomt. Ook werd ontdekt dat deze reacties met een constante reactiesnelheid plaatsvinden, die door de halveringstijd van het radioactieve element kan worden beschreven. De halveringstijd is de tijd die nodig is om de helft van het materiaal te laten vervallen tot een ander element.
Sommige radioactieve elementen hebben korte, andere lange halveringstijden. Uranium, thorium en radium hebben meestal lange halveringstijden, en zijn daarom nog steeds aanwezig in de aardkorst, terwijl andere radioactieve elementen met erg korte halveringstijden in de loop der tijd zijn verdwenen. Sommige radioactieve elementen vervallen eerst naar andere radioactieve elementen, die dan weer verder vervallen, waardoor een keten van reacties ontstaat die een vervalreeks genoemd wordt. Al snel werden vervalreeksen vastgesteld, zoals de uranium-radium-thoriumserie. Een pionier op dit gebied was de Amerikaanse scheikundige Bertram Boltwood.
Rutherford stelde in 1904 dat alfadeeltjes (de deeltjes waaruit alfastraling bestaat) in een materiaal ingevangen kunnen worden als helium-atomen. Hij giste destijds naar de relatie tussen helium en alfadeeltjes, maar zou de relatie vier jaar later kunnen aantonen.
Ondertussen had Rutherfords oude collega Soddy samen met William Ramsay de snelheid bepaald waarmee radium alfadeeltjes produceert. Rutherford stelde nu dat het mogelijk was de ouderdom van een gesteente te bepalen door de concentratie helium erin te meten: de heliummethode. Hij dateerde een steen tot een ouderdom van 40 miljoen jaar, en schreef later over de presentatie van zijn resultaat:
Ik kwam in de zaal, waar het half donker was, en zag opeens Lord Kelvin tussen het publiek zitten. Ik wist toen dat ik in de problemen zou komen bij het laatste gedeelte van mijn praatje waarin ik het over de ouderdom van de Aarde zou hebben, waarover zijn ideeën anders waren dan de mijne. Tot mijn opluchting viel Kelvin in slaap, maar toen ik bij het belangrijke punt aankwam, zag ik hem recht gaan zitten, zijn ogen openen en me een boze blik toewerpen! Ik kreeg toen een plotselinge inval, en zei: "Lord Kelvin heeft de ouderdom van de Aarde ingeperkt, mits geen nieuwe (warmte-)bron ontdekt zou worden. Die profetische inval slaat op waar we het vandaag over hebben: radium!" en kijk, de oude jongen glimlachte me toe. (Eve, Rutherford: Being the Life and Letters of the Rt. Hon. Lord Rutherford, O.M. Cambridge: Cambridge University Press, 1939) 
Rutherford nam aan dat het verval van radium met constante snelheid ging, zoals Ramsay en Soddy hadden aangetoond, en dat het helium niet uit de steen kon ontsnappen. Zijn experiment was onnauwkeurig, maar het was een begin.
Boltwood argumenteerde in 1905 dat het eindproduct van de vervalreeks van radium lood moest zijn. Het was toen al bekend dat radium zelf door verval van uranium kon ontstaan. Rutherford stelde daarop een vervalreeks op, waarbij radium door vijf alfadeeltjes af te stoten tot lood vervalt. Hij speculeerde dat de uranium-loodvervalreeks gebruikt kon worden om gesteenten mee te dateren. Boltwood deed vervolgens metingen aan een aantal gesteenten, wat waarden gaf tussen de 92 en 570 miljoen jaar. Hij publiceerde niet over deze experimenten, want de meetfouten waren erg groot en de gebruikte waarde voor de halveringstijd van radium was slechts een vage schatting. Na het verfijnen van de experimenten durfde Boltwood in 1907 erover te publiceren.
In zijn publicatie schrijft Boltwood dat stenen uit dezelfde gesteentelagen op verschillende plekken gelijke lood/uranium-verhoudingen hebben, terwijl lagen waarvan was vastgesteld dat ze ouder zijn hogere concentraties lood bevatten, behalve als bewijs gevonden werd dat lood uit het gesteente opgelost is. Zijn experimenten werden nog steeds overschaduwd doordat de thoriumvervalreeks niet duidelijk bekend was, wat tot verkeerde resultaten leidde bij gesteenten die zowel thorium als uranium bevatten. Latere technieken zouden de ouderdom van Boltwoods verschillende stenen wel kunnen berekenen en uitkomen tussen de 250 miljoen tot 1,3 miljard jaar.

### De dateringen door Arthur Holmes
Boltwoods werk kreeg weinig belangstelling van geologen en hij hield op met radiometrische dateringen. Rutherford bleef geïnteresseerd maar deed er verder geen onderzoek naar. Strutt hield zich nog met Rutherfords heliummethode bezig tot 1910 maar verloor de hoop dat er iets nuttigs zou uitkomen. Strutts student Arthur Holmes ging echter wel door. Hij besloot de uranium-loodmethode te gebruiken omdat de heliummethode niet erg veelbelovend leek. In 1911 deed Holmes metingen aan een aantal stenen en hij concludeerde dat de oudste 1,6 Ga oud was. Deze berekeningen waren nog niet erg betrouwbaar. Zo nam Holmes aan dat de stenen bij hun ontstaan alleen uranium en geen lood bevatten. Dit maakte het mogelijk voortaan vervalreeksen nauwkeuriger op te stellen. In 1913 schreef Holmes in zijn boek The Age of the Earth dat de Aarde waarschijnlijk rond de 1600 Ma (miljoen jaar) oud is.
Belangrijker was dat Soddy in 1913 ontdekt had dat atomen van hetzelfde element voorkomen met verschillende massa's; dit worden isotopen genoemd. In de jaren 30 zou worden aangetoond dat dit komt doordat atoomkernen verschillende aantallen ongeladen deeltjes, zogenaamde neutronen, kunnen bevatten.
Hoewel veel geologen vonden dat deze nieuwe ontdekking radiometrische datering zo gecompliceerd maakte dat de resultaten waardeloos waren, zag Holmes ze juist als een manier om zijn technieken te verfijnen. Hij ploeterde verder met zijn werk maar werd tot in de jaren 20 vrijwel volledig genegeerd. Een uitzondering was Joseph Barrell, een Amerikaanse geoloog die in 1917 stelde dat Holmes' resultaten het opstellen van een geologische tijdschaal mogelijk maakten. Barrell toonde aan dat gesteentelagen niet altijd met dezelfde snelheid gevormd worden, zodat de dikte van gesteentelagen niet zomaar gebruikt kon worden om iets over de duur van tijdperken te zeggen.
In 1921 begon Holmes' werk eindelijk aandacht te trekken, toen de sprekers op de jaarlijkse British Association for the Advancement of Science het eens werden dat de Aarde een paar miljard jaar oud moest zijn, en dat radiometrische dateringen geloofwaardig waren. Nog steeds zagen de meeste geologen niets in de nieuwe methode. Pas in 1926 zou de National Research Council van de Amerikaanse National Academy of Sciences besluiten een commissie in te stellen die het probleem van de ouderdom van de Aarde moest onderzoeken. Holmes, een van de weinigen met ervaring in radiometrische datering, werd in de commissie benoemd en schreef zelf grote delen van het eindrapport. De conclusie was dat radiometrische datering de enige nauwkeurige methode was voor de bepaling van exacte ouderdommen voor de geologische tijdschaal. Het rapport beschreef de methode, de foutenmarges en beperkingen nauwkeurig. Na het verschijnen van het rapport verdween alle wetenschappelijke tegenstand snel.
Doordat de technieken verfijnden en men in het begin nog niet wist waar de oudste gesteenten zich bevonden, zou de ouderdom die Holmes aan de Aarde gaf in de loop van de tijd steeds groter worden. Erg belangrijk hierbij was de enorme hoeveelheid meetwerk die Alfred Nier verrichtte. In 1913 schatte Holmes nog dat de Aarde 1600 Ma oud was, in 1947 was dat 3350 Ma, en in 1956 werd het ten slotte 4550 Ma. De laatste waarde ligt erg dicht bij de huidige schattingen.

## Moderne dateringen
Radiometrische datering blijft de belangrijkste methode voor ouderdomsbepaling in de geologie. De technieken worden voortdurend verder verfijnd en getest. Behalve Holmes' uranium-loodmethode zijn inmiddels zo'n veertig methoden bekend die gebruikmaken van verschillende radio-isotopen en materialen/mineralen. Hiervan kunnen een tiental toegepast worden op zeer oude gesteenten. Tegenwoordig kan ouderdom van gesteenten dan ook erg nauwkeurig bepaald worden en met een kleine foutenmarge.

### De oudste gesteenten en de oudste mineralen van de Aarde
Gesteenten kunnen geen directe ouderdom van de vorming van de Aarde uit de zonnenevel geven omdat de Aarde na zijn vorming in een kern, mantel en korst is gedifferentieerd waarbij plaattektoniek, verwering en metamorfose voor het verdwijnen van de oudste gesteenten hebben gezorgd.
De oudste gesteenten die aan het aardoppervlak ontsloten liggen, worden aangetroffen op de Archaïsche kratons. Deze kratons vormen de kerngebieden van de grotere Precambrische schilden, die op alle continenten voorkomen. De oudste gesteenten worden gevonden op het Noord-Atlantisch kraton (Groenland, Labrador, Noordwest-Schotland) en het Slavekraton (Noordwest-Canada). Op West-Groenland werden ouderdommen bekomen tussen 3,7 Ga en 3,8 Ga. op de gesteenten van de Isua-groensteengordel. In Noordwest-Canada werden op een gneiss (de Acasta-gneiss) resultaten bekomen tot 4,03 Ga. De ouderdomsbepalingen gebeurden hoofdzakelijk met de uranium-loodmethode die toegepast werd op kleine zirkoonkristallen die uit de gesteenten werden gehaald. Men neemt aan dat de zirkoonkristallen reeds uitgekristalliseerd waren als een bestanddeel van de graniet die het uitgangsgesteente was (de protoliet) waaruit de gneiss later is gevormd door metamorfose. De gevonden ouderdom is dus niet deze van de gneiss maar deze van de graniet.
De oudste mineralen zijn kleine zirkoonkristallen die als detritische zandkorrels aangetroffen werden in een gemetamorfoseerd conglomeraat dat dagzoomt in de Jack Hills gelegen in het Yilgarnkraton in West-Australïe. Hun ouderdom werd eveneens bepaald met de uranium-loodmethode. Tientallen korrels bleken ouder te zijn dan 4 Ga en één enkele korrel leverde een ouderdom van 4,40 Ga. De ouderdombepalingen slaan terug op de granitische gesteenten waaruit de zirkoonkorrels afkomstig zijn. Van deze granieten wordt echter niets meer teruggevonden. Het conglomeraat zelf is slechts ca. 3 Ga oud.
De ouderdom van de Aarde wordt het dichtst benaderd door een onderzoek van de isotopische samenstelling van het lood in galenietkristallen uit vier Archaïsche loodertsen met een verschillende ouderdom tussen 2,6 en 3,5 Ga. Galeniet bevat geen uranium en de gemeten isotopische samenstelling van het lood in de kristallen is deze van de Aarde op het moment dat ze uitkristalliseerden. Als men aanneemt dat de vier ertsen uit eenzelfde aards reservoir afkomstig zijn, kan uit hun verschil in loodisotopische samenstelling een ouderdom voor de Aarde afgeleid worden. Deze werkwijze werd bedacht door Fouad Tera en het resultaat dat hij bekwam is 4,53 à 4,54 Ga.

### Metingen van meteorieten en andere planeten

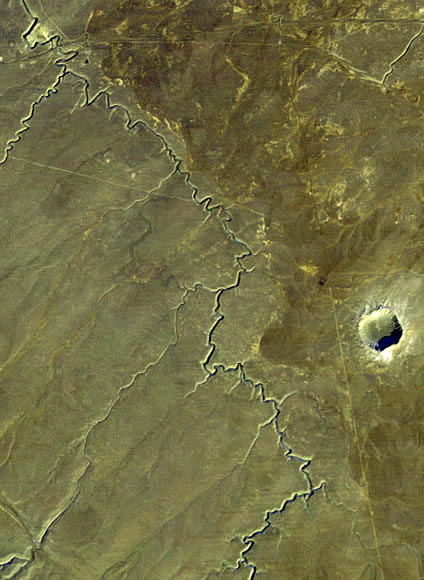
De Barringermeteoorkrater (rechts) bij de Canyon Diablo (links) vanuit de ruimte. De bepaling van de ouderdom van meteorieten heeft ervoor gezorgd dat de ouderdom van het zonnestelsel tegenwoordig redelijk vaststaat.

De meeste meteorieten zijn fragmenten van hemellichamen vergelijkbaar met de planetoïden die voorkomen in een gordel tussen Mars en Jupiter. Hun ouderdom komt overeen met deze van de andere hemellichamen van het zonnestelsel en dus ook met deze van de Aarde.
De eerste accurate datering van meteorieten werd gepubliceerd door Clair Patterson in 1956. Hij gebruikte hiervoor de lood-lood-methode (een variant van de uranium-loodmethode, waarbij enkel de isotopische samenstelling van het lood wordt bepaald, zonder een meting van het uraniumgehalte). Hij paste de methode toe in een gecombineerd onderzoek op een vijftal meteorieten. Het resultaat dat hij bekwam was 4,55 ± 0,07 Ga. Een van de meteorieten was de Canyon Diablo ijzermeteoriet, waarvan de inslag verantwoordelijk was voor het ontstaan van de Meteor crater (ook Barringer Crater genoemd) in Arizona, ongeveer vijftigduizend jaar geleden.
Het aantal dateringen van meteorieten loopt tegenwoordig in de honderden. Welke methode er gebruikt wordt hangt af van het type meteoriet. Steenmeteorieten worden vooral gedateerd met de rubidium-strontiummethode, de lood-loodmethode en de samarium-neodymiummethode. Voor ijzermeteorieten gebruikt men naast de lood-loodmethode ook de renium-osmiummethode. De meeste meteorieten leveren een ouderdom op tussen 4,5 en 4,6 Ga. Het verschil in ouderdom wordt uitgelegd als de tijd die de zonnenevel nodig had om te accretiseren tot de Zon en de planeten.
Een ander buitenaards lichaam dat geen plaattektoniek of verwering heeft ondergaan, is de Maan. De door de Apollomissies van de Maan teruggebrachte stenen zijn vrij precies te dateren en zijn maximaal 4,4 tot 4,5 miljard jaar oud. Meteoren waarvan vermoed wordt dat ze afkomstig zijn van Mars zijn volgens lood-loodmetingen ook rond de 4,5 miljard jaar oud.
Calcium- en aluminiumrijke inclusies in meteorieten zijn gedateerd op 4,567 Ga en daarmee zijn dit de oudst bekende materialen in het zonnestelsel. Aangenomen wordt dat de accretie waardoor de Aarde gevormd werd vlak na de vorming van deze inclusies plaatsvond.
Dat al deze metingen min of meer overeenkomen heeft ertoe geleid dat wetenschappers aannemen dat de Aarde en de rest van het zonnestelsel tussen de 4,58 en 4,53 miljard jaar geleden gevormd zijn.

### Helioseismologie op de Zon
De ouderdommen die zo gevonden zijn, worden bevestigd door bestudering van de Zon. De Zon kan met behulp van helioseismologie gedateerd worden en de verkregen resultaten zijn in overeenstemming met de ouderdom van meteorieten.

## Religieuze benaderingen
Volgens de hindoeïstische kosmologie wordt het Heelal gecreëerd, vernietigd en opnieuw gecreëerd in een zichzelf oneindig herhalende cyclus. Elk universum bestaat ongeveer 4.320.000.000 jaar (deze periode wordt een kalpa genoemd en staat voor één dag van Brahma, de schepper) om daarna door vuur en water te worden vernietigd. Daarna rust Brahma één nacht uit, die even lang duurt als de dag van Brahma. Dit proces, pralaya genaamd, herhaalt zich 100 Brahma-jaren (311 triljoen mensenjaren) lang, de levensduur van Brahma. We bevinden ons op het moment in het 51e jaar van de huidige cyclus zodat 155 triljoen jaar zijn omgegaan sinds Brahma geboren werd. Na Brahma's dood zullen eerst nog eens 100 Brahma-jaren moeten verstrijken voordat hij opnieuw geboren kan worden en de creatie weer kan beginnen. Dit proces herhaalt zich volgens het hindoeïsme oneindig.
Het concept van enorme hoeveelheden tijd voor het ontstaan van de mens, of ver in de toekomst nadat de mens verdwenen is, is niet uniek aan het hindoeïsme. Andere Aziatische tradities geven vergelijkbare kosmologische wereldbeelden. De Han-Chinezen bijvoorbeeld dachten dat de Aarde gecreëerd en vernietigd werd in cycli van meer dan 23 miljoen jaar (Ma).
Het concept van enorme hoeveelheden tijd was in Europa en het Midden-Oosten oorspronkelijk onbekend. Volgens de Griekse, Germaanse en Keltische mythologie is de Aarde een paar duizend jaar oud. De Thora en de Bijbel geven een ouderdom met gelijke orde van grootte als de mythologieën. Tijdens de klassieke oudheid begonnen filosofen afstand te nemen van deze traditie. Plato ging ervan uit dat de wereld onnoemelijk oud was en speelde met het idee dat in de kosmos uiteindelijk de tijdsrichting omkeerde en alles weer terugging naar het begin. Aristoteles meende dat de Aarde en het heelal al oneindig lang bestonden. In de vierde eeuw werd het christendom de staatsgodsdienst in het Romeinse Rijk. Tijdens de middeleeuwen overheerste een tamelijk letterlijke interpretatie van het wereldbeeld van de Bijbel. Eeuwenlang werkten westerse wetenschappers en theologen daarom binnen de vooronderstelling dat de Aarde niet ouder dan enkele duizenden jaren kon zijn.
In de tijd van de Reformatie probeerde men op grond van de Bijbel de ouderdom van de Aarde te berekenen. Dergelijke berekeningen zijn mogelijk op grond van een Bijbelse tijdlijn, die opgesteld kan worden aan de hand van onder meer de geslachtsregisters in het boek Genesis. De schattingen van verschillende theologen liepen tientallen jaren uiteen, maar men kwam in die tijd (rond 1550) op een ouderdom van ongeveer 5500 jaar. Soms werd er gespeculeerd of de Aarde in het voorjaar of het najaar geschapen zou zijn. Aartsbisschop James Ussher van Armagh (Ierland) ging in 1654 zelfs zover, dat hij de exacte datum waarop de schepping zou zijn begonnen vaststelde op 23 oktober, 4004 voor Christus.
Met de opkomst van de natuurwetenschappen in de 18e eeuw tijdens de Verlichting werd dit idee van een jonge Aarde (tegenwoordig bekend als het zogenaamd Jonge-aardecreationisme) in twijfel getrokken. De eerste natuurwetenschappers waren echter niet gedreven om de Bijbel te ontkennen, maar wilden juist de wetenschap met de Bijbel in overeenstemming brengen. Religieus zijn ze te omschrijven als oudeaardecreationisten.